# Ла-Капель (кантон)
Ла-Капель (фр. La Capelle) — упраздненный кантон во Франции, регион Пикардия. Департамент кантона — Эна. Входил в состав округа Вервен. Население кантона на 2010 год составляло 8 106 человек.
Код INSEE кантона — 0205. Всего в кантон Ла-Капель входили 18 коммун, из них главной коммуной являлась Ла-Капель.

## Коммуны кантона
В состав кантона входили коммуны (население по данным Национального института статистики за 2010 г.):
- Англанкур — население 118 чел.
- Бюиронфос — население 1 189 чел.
- Жерньи — население 152 чел.
- Клерфонтен — население 569 чел.
- Крюпийи — население 66 чел.
- Ла-Капель — население 1 853 чел.
- Ла-Фламангри — население 1 102 чел.
- Лерзи — население 219 чел.
- Люзуар — население 290 чел.
- Паплё — население 108 чел.
- Роккиньи — население 393 чел.
- Сомрон — население 136 чел.
- Сорбе — население 272 чел.
- Фонтенель — население 289 чел.
- Фруадестре — население 208 чел.
- Шиньи — население 155 чел.
- Эрлуа — население 92 чел.
- Этреопон — население 895 чел.

## Экономика
Структура занятости населения :
- сельское хозяйство — 12,5 %
- промышленность — 16,5 %
- строительство — 8,9 %
- торговля, транспорт и сфера услуг — 34,0 %
- государственные и муниципальные службы — 28,1 %

## Политика
На президентских выборах 2012 г. жители кантона отдали в 1-м туре 30,2 % голосов Марин Ле Пен против 28,5 % у Николя Саркози и 22,7 % у Франсуа Олланда, во 2-м туре в кантоне победил Саркози, получивший 55,7 % (2007 г. 1 тур: Саркози — 30,6 %, Жан-Мари Ле Пен — 20,3 %; 2 тур: Саркози — 59,2 %). На выборах в Национальное собрание в 2012 г. по 3-му избирательному округу департамента Эна они поддержали своего представителя в Генеральном совете департамента Эна, кандидата партии Союз за народное движение Фредерика Мёра, получившего 52,4 % голосов в 1-м туре и 63,3 % голосов — во 2-м туре.
|  | Кандидат      | Партия                    | % голосов |
|  | ------------- | ------------------------- | --------- |
|  | Фредерик Мёра | Союз за народное движение | 55,62     |
|  | Фрасуаза Фреш | Национальный фронт        | 23,83     |
|  | Бернар Кеваль | Левая партия              | 13,49     |
|  | Дидье Кольпен | Прочие левые              | 7,06      |

|  | Кандидат        | Партия                    | % голосов |
|  | --------------- | ------------------------- | --------- |
|  | Фредерик Мёра   | Союз за народное движение | 43,95     |
|  | Анри Броссье    | Социалистическая партия   | 38,95     |
|  | Франсуаза Делае | Национальный фронт        | 17,10     |